# Sporzana
Il torrente Sporzana è un corso d'acqua appenninico che scorre interamente nella provincia di Parma e che confluisce nel fiume Taro.

## Corso del torrente
Nasce alle pendici del monte Croce, a quota 840 m, poco a sud di Terenzo, sulla linea di sparticque fra la Val Taro e la Val Baganza. Scorrendo sul ripido versante del monte, il torrente perde rapidamente quota bagnando al termine della discesa l'abitato di Terenzo. Da qui il torrente inizia a scorrere in direzione nord est in una valle a quota collinare dove il coltivo prevale sulle fasce di bosco, fiancheggiando la via Francigena nel tratto che da Fornovo di Taro conduce a Terenzo.  In prossimità dell'abitato di Bardone lo Sporzana riceve da sinistra il Rio Grande prima e, sempre da sinistra, il Rio di Maiano, mentre presso Sivizzano riceve, sempre in sinistra, il Rio delle Piane e il Rio Torbido. Giunto in località Roncolongo e ricevuto in destra il Rio Ozzanello, il torrente prende a scorrere in direzione nord ovest, riceve in destra il Rio di Gambiolo, bagna Respiccio terminando la sua corsa in Taro poco prima di Fornovo.

## Regime idrologico

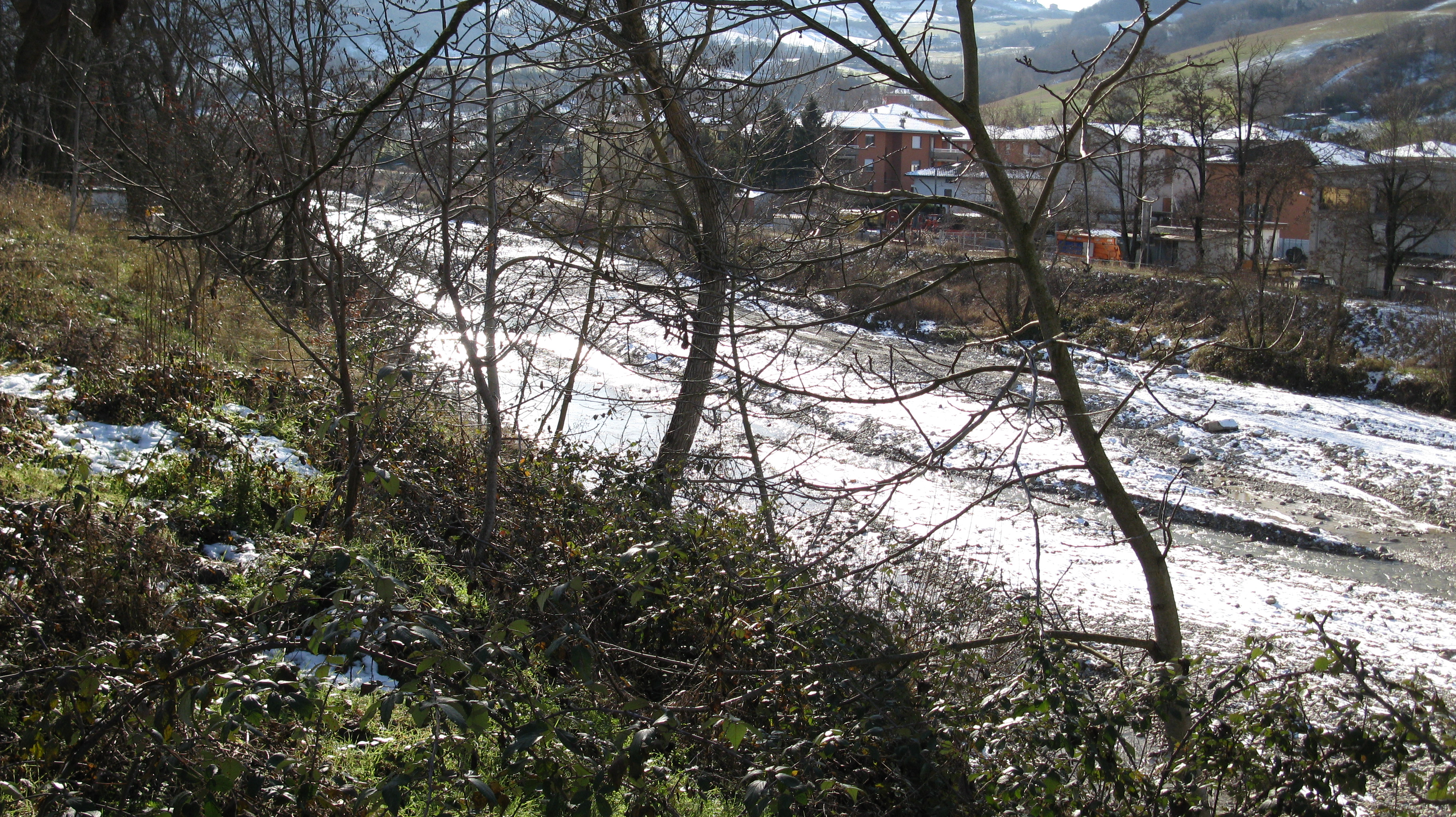
Lo Sporzana a Respiccio

Lo Sporzana ha il regime idrologico dei torrenti appenninici con magre pronunciate in estate e piene autunnali. La portata media alla foce è di 0.37m3/s Si è stimato per il torrente Sporzana un picco di piena di poco meno di 300 m3/s con un tempo di ritorno di 20 anni.

## Curiosità
La Val Sporzana è nota fin dai tempi antichi per il petrolio che nell'alta valle affiorava spontaneamente in piccole buche superficiali in special modo dopo le precipitazioni piovose. In località Vallezza il giacimento è stato sfruttato a partire dal 1905 sino all'ufficiale chiusura del 1994.